# Легенева артерія
Легене́ва арте́рія (лат. arteria pulmonaris) — велика (близько 5 см довжиною і 3 см діаметром) парна кровоносна судина малого кола кровообігу.

## Анатомія
Легенева артерія є продовженням легеневого стовбура (лат. truncus pulmonaris), що відходить від правого шлуночка; вона розташовується попереду і лівіше за всі судини, що впадають і виходять з серця, і приносить до легенів венозну кров (єдина з артерій людини, якщо не рахувати пупкові артерії плода). Початкова частка легеневої артерії прямує вгору і назад і дещо прикриває початок аорти. Далі, залягаючи зліва від висхідної частки аорти і попереду лівого передсердя, легенева артерія лягає на рівні IV грудного хребця під угнутістю дуги аорти. Тут легеневий стовбур ділиться на:
- праву гілку, праву легеневу артерію (лат. arteria pulmonaris dextra);
- ліву гілку, ліву легеневу артерію (лат. arteria pulmonaris sinistra).

Між початковою часткою лівої гілки легеневої артерії і угнутістю дуги аорти є з'єднувальний тканинний тяж — артеріальна зв'язка (лат. ligamentum arteriosum). Це залишок Боталлової протоки (лат. ductus arteriosus (Botalli)), по якій у плода та кров, що потрапила в правий шлуночок, перенаправляється з легеневої артерії до аорти: мале коло на внутрішньоутробному етапі розвитку не функціонує. Надалі протока облітерується (паралельно відбувається заростання овального отвору в міжпередсердної перегородці).